# Alexander Donnet, Baron Donnet of Balgay
Alexander Mitchell Donnet, Baron Donnet of Balgay CBE (* 6. Juni 1916; † 14. Mai 1985) war ein britischer Gewerkschaftsfunktionär, der zwischen 1970 und 1976 Vorsitzender der Gewerkschaft der Allgemeinen und Kommunalarbeiter (National Union of General and Municipal Workers) war und 1978 als Life Peer aufgrund des Life Peerages Act 1958 Mitglied des House of Lords wurde.

## Leben
1959 wurde Donnet Regionalsekretär der National Union of General and Municipal Workers (NUGMW) von Schottland und behielt diese Funktion bis zu seinem Tod mehr als 25 Jahre lang.
1970 wurde er Vorsitzender der National Union of General and Municipal Workers und behielt diese Funktion bis 1976. Als solcher war er von 1971 bis 1972 auch Präsident des Dachverbandes der Gewerkschaften in Schottland, dem Scottish Trades Union Congress (STUC). Daneben war er seit Beginn der 1970er Jahre auf nationaler Ebene auch im Dachverband der britischen Gewerkschaften, dem Trades Union Congress (TUC) tätig, und gehörte dessen Generalrat zwischen 1972 und 1976 als Mitglied an.
Neben seiner gewerkschaftlichen Arbeit wurde er am 1. Oktober 1973 für eine dreijährige Amtszeit bis zum 30. September 1976 aufgrund des Forstwirtschaftsgesetzes (Forestry Act 1967) durch das Innenministerium zum ehrenamtlichen Forstwirtschaftskommissar (Forestry Commissioner) berufen. Für seine langjährigen Verdienste wurde er zum 1. Januar 1975 zum Commander des Order of the British Empire (CBE) ernannt. Am 1. Oktober 1976 wurde er für eine weitere zweijährige Periode bis zum 30. September 1978 zum Forstwirtschaftskommissar ernannt.
Durch ein Letters Patent vom 19. Mai 1978 wurde Donnet aufgrund des Life Peerages Act 1958 als Life Peer mit dem Titel Baron Donnet of Balgay, of Balgay in the District of the City of Dundee, in den Adelsstand erhoben und gehörte bis zu seinem Tod dem House of Lords als Mitglied an. Seine offizielle Einführung (House of Lords) erfolgte am 24. Mai 1978 mit Unterstützung durch Jack Cooper, Baron Cooper of Stockton Heath und John Smith, Baron Kirkhill.